# Montone
Montone är en ort och kommun i provinsen Perugia i regionen Umbrien i Italien. Kommunen hade 1 618 invånare (2018).